# Благовещенский монастырь (Нижний Новгород)
Благове́щенский монасты́рь — древнейший монастырь в Нижнем Новгороде, основанный в начале XIII века. Расположен в Нижегородском районе, на правом берегу Оки недалеко от её впадения в Волгу.

## История
Вопрос о времени возникновения монастыря является дискуссионным. Традиционно считается, что он был основан практически одновременно с Нижним Новгородом, а уже в 1229 году разорён мордовским князем Пургасом. В исследованиях упоминается, что существование Благовещенского монастыря фиксируется Лаврентьевской летописью в 1229 году и что это первое достоверное упоминание обители в письменных источниках (в действительности, в Летописи упоминается Монастырь Святой Богородицы). Миф о том, что монастырь был основан при закладке Нижнего Новгорода великим Владимиро-Суздальским князем Юрием Всеволодовичем и святителем Симоном, епископом Владимирским, в 1221 году восходит к XIX веку. Согласно летописным данным, при Юрии Всеволодовиче был основан монастырь Пресвятой Богородицы около Нижнего Новгорода. Церковный историк архимандрит Макарий (Н. К. Миролюбов) предположил, что это был нижегородский Благовещенский монастырь. С тех пор данное мнение широко распространилось, хотя не имеет под собой никаких достоверных данных.
Историк А. А. Кузнецов указывает, что отождествление Богородичного монастыря с Благовещенским не имеет под собой никакой научной базы, кроме схожести названий монастыря XIII века и Благовещенского монастыря, который упоминается только со второй половины XIV века. По его мнению, отождествление Богородичного монастыря 1221 года с монастырём Благовещения Богородицы основано лишь на совпадении имени Богородицы. В действительности, Богородичная обитель, кроме Благовещения, могла быть связана с множеством нижегородских монастырей: Успения, Похвалы, Рождества, Покрова или Введения во храм Богородицы. Автор также отмечал, что путаница в историографии возникла ещё в XIX, когда нижегородский краевед Н. И. Храмцовский писал: «Господин Строев в ключе своём к „Истории государства Российского“, полагает, что Благовещенский монастырь есть тот Богородицкий, который разорил Пургас в 1229 году, что подтверждают и местные предания». Авторитет Строева, сподвижника Н. М. Карамзина, был крайне высок для местных краеведов, что, по мнению А. А. Кузнецова, повлияло на создание истории Благовещенского монастыря с 1229 по 1357 год, когда его якобы восстановил митрополит Алексий.
Возрождение обители связывают с митрополитом Алексием. Согласно летописям, в 1357 году он посетил Нижний Новгород по дороге в Золотую Орду. По легенде, Алексий остановился для отдыха возле источника под горой на берегу Оки недалеко от разрушенной Благовещенской обители. Вид разорённого монастыря тронул святителя Алексия, и он дал обет Богу: в случае успешного возвращения из Орды восстановить здесь обитель в честь Благовещения Пресвятой Богородицы. Из Орды Митрополит был отпущен «с великой честью», так как исцелил от слепоты супругу татарского хана Джанибека Тайдулу, избавив тем самым Русь от нового разорительного набега. Обет был исполнен в 1370 году. С тех пор Благовещенский монастырь был приписан к митрополичьему, а с учреждением патриаршества (1589 г.) — к патриаршему домам, став крупным феодально-хозяйственным комплексом края.
Возрождение обители митрополитом Алексием — историографический миф. Версия об основании монастыря митрополитом изначально сложилась в житийной литературе, прославляющей деяния этого святого и одновременно обосновывала новый митрополичий статус обители. Нижегородские краеведы XIX века уже знали о существовании монастыря ещё в XIII веке и трансформировали «основание» в «восстановление». Тем не менее, никаких достоверных сведений об участии митрополита Алексия в судьбе обители не обнаружено.
Историк Д. Ю. Кривцов негативно высказывался о научных изысканиях по поводу достоверности участия митрополита Алексия в судьбе Благовещенского монастыря. По мнению учёного, «академическая форма историзма» направлена на «деконструкцию», и чем более профессионален учёный, тем меньше он знает. По его мнению, совершенно не важно, что нет достоверных данных о связи жизни митрополита Алексия и обители, это никак не мешает «рассказывать о роли этой личности в судьбе Нижегородского Благовещенского монастыря».
Расположение монастыря предполагало две функции: оборонительную (давало возможность раннего предупреждения об опасности и время, чтобы укрыться за стенами обители) и миссионерскую (монастырь был центром распространения православия среди окрестных народов). Уже в XIV веке монастыри Нижегородско-Суздальского княжества стали всё активнее включаться в процесс заселения и окультуривания осваиваемых земель. Значительная часть последних была пустынной, разрабатывалась трудом монахов, послушников и крестьян, приписанных к обителям. С конца XIV века Благовещенский монастырь стал активно прирастать промыслами. В 1393 году великий нижегородский князь Борис Константинович жаловал Благовещенскому монастырю из личного удела промыслы: рыбные ловли и бобровые гоны по реке Суре: озёра Пашково, Соларево, Плоское, Сосновское, Долгое, Мячткое и все озёра от речки Курмышки вниз по левому берегу Суры, до Волги. В 1399 году нижегородский боярин Савва Сюзев завещал обители вотчинную пустошь селище Спасское в Курмышском уезде с бортными угодьями. По данной грамоте Митрофана Изинского от 1416—1417 годов Благовещенскому монастырю отходила пустошь на Платинском враге с бортными угодьями. По жалованной грамоте великого князя Василия Васильевича от 4 марта 1438 года — опустевшие село Еленское и деревня Заборская. По жалованной грамоте великого князя Даниила Борисовича от 1442 года — село Мигино. В 1554 году монастырь получил во владение деревню Гнилицу с прилегающими землями в Стрелицком стане.
В 1649 году возводится Благовещенский собор с четырёхъярусным иконостасом и фресковой росписью. Позднее — Успенская и Алексеевская (Алексиевская) церкви.
В XVIII веке в монастыре был найден рукописный кондакарь XII—XIII веков, получивший название Благовещенский (Нижегородский), являющийся одним из древнейших памятников русской гимнографии. В 1880-х годах собор монастыря был отреставрирован нижегородским архитектором Р. Я. Килевейном.
В 1886 году в монастыре был погребён затворник схиепископ Иеремия (Соловьёв).

### В XX веке и в настоящее время
После революции монастырь был закрыт. В 1948—2005 годах в Алексеевской церкви монастыря размещался Нижегородский планетарий.
Возрождение монастыря началось в 1993 году. Сначала в монастыре открылось духовное училище, которое через два года решением Священного Синода было преобразовано в духовную семинарию. Первым её ректором и духовным отцом стал иеромонах Кирилл (Покровский).
В восстанавливаемом храме святителя Алексия в 2007 году  был установлен фарфоровый иконостас. Фарфоровые иконостасы есть в нескольких храмах Москвы, на Валааме, в Екатеринбурге. В Нижнем Новгороде это первый опыт установки в храме подобного иконостаса.
7 апреля 2009 года, в праздник Благовещения, были освящены иконы праотеческого ряда уникального древнерусского иконостаса Благовещенского собора, на иконах изображены праотцы Авель, Исаак, Ной, Сиф, Енох и Авраам
С 2010 года прихожане монастыря оказывают помощь в восстановлении Церкви Иоанна Предтечи в селе Прудищи.
7 мая 2011 года архиепископ Нижегородский и Арзамасский Георгий совершил освящение храма преподобного Сергия Радонежского.
23 августа 2013 года на территории монастыря был торжественно открыт бронзовый памятник-бюст императору Александру III (скульптор А. А. Аполлонов).

## Храмы и иные постройки

### Благовещенский собор
Выстроен на месте белокаменного собора XIV века. С его строительства в 1648 году начались каменные работы в обители, когда Вельямин Черсткин добился царской жалованной грамоты на беспошлинный провоз кирпича из Балахны. Железо для связи поставлялось из патриарших кладовых Московского Кремля. Летописи относят завершение строительства к 1649 году.
Храм выполнен со многими, только ему присущими архитектурно-художественными и конструктивными особенностями. Возводился по типу шестистолпного, однако своды и главы поддерживают четыре пилона. Западная пара столбов отсутствует, а образованное пространство перекрыто сомкнутым сводом с распалубками. Восточная стена по типу ярославских храмов поставлена на алтарные своды. Главы разной формы: центральная — луковичной, четыре малых боковых — шлемовидной. Закомары выполнены с трёхцентровым очертанием, отсылающим к бочечным кровлям древнерусских построек. Под зданием расположено подцерковье (склад) с двумя входами, в который въезжали на телегах по пандусу с северной стороны.
Первоначально центральная глава собора была покрыта муравленой черепицей, боковые — белым железом. Открытые в стороны паперти внутри имели фресковую роспись, западный и северный входы — бочечные кровли. После неоднократных пожаров в XVIII веке архитектор Я. А. Ананьин в 1780—1785 годах провёл ремонт храма: позакомарная кровля была сменена на четырёхскатную.
Иконостас собора наполняло множество древних, убранных драгоценными камнями и жемчугом образов, в числе которых: Богоматерь с предстоящими (993 год, греческий изограф Симеон), образ Алексия Митрополита «в житии» (XIV век) и другие. В 1820 году иконописец из Палеха П. П. Корин на старых двенадцати досках написал новые изображения.
В 1825—1827 годах архитектор Иван Ефимов провёл ремонт собора. В 1870—1872 годах академик Лев Даль провёл реставрацию здания, вернув храму изначальные формы.
1 сентября 2021 года перед Благовещенским собором был открыт памятник святителю Алексию, митрополиту Московскому и всея Руси (автор памятника — нижегородский скульптор Алексей Щитов).

### Церковь Алексия Митрополита
Построена в 1821—1834 годах. В период перевода Макарьевской ярмарки в Нижний Новгород и приездом в город с 1817 года сотен тысяч купцов и путешественников, власти Благовещенского монастыря обратились в 1821 году к правительству с просьбой расширить территорию за счёт прирезки освобождённой от жилой застройки территории с востока от обители. Разрешение было дано. 26 июля 1822 года архимандрит Макарий обратился к нижегородскому епископу Моисею за благословением на строительство новой церкви в честь Воскресения Христова с тремя приделами. Финансировать строительство согласилась пожелавшая остаться неизвестной «особа». Проект внушительного каменного здания с четырьмя колонными портиками по сторонам света создал И. И. Межецкий, доработал А. Л. Леер.
К конце 1823 года была завершена кладка стен. К августу 1825 года здание было готово вчерне, но на отделку средств не хватило. Лишь 16 марта 1826 года нижегородский купец первой гильдии М. И. Костромин пожертвовал на достройку 20 тыс. рублей. К августу 1834 года был установлен иконостас, расписаны интерьеры. 15 сентября был дан указ об освящении храма в честь Алексия Митрополита. Площадь перед храмом в 1823—1826 годах оградили каменной стеной с двумя угловыми башнями и святыми воротами, проект которых составил архитектор В. Н. Воронов.

### Трапезная палата с Успенской церковью и колокольней
Строилась в 1649—1652 годах вслед за Благовещенским собором. Занимает юго-западную часть монастыря, представляя собой Г-образный в плане корпус на высоком (4,47 м) подцерковье. Здание Успенской церкви вытянуто по оси север-юг в ширину за счёт примыкающей к ней одностолпной трапезной палаты, завершена двумя декоративными шатрами, главы которых изначально были покрыты муравленой черепицей и венчались золочёными коваными крестами. Убранство экстерьеров как церкви, так и колокольни схожи, что свидетельствует об их одновременном строительстве. На ярусе звона колокольни располагались 11 колоколов, в том числе один отлитый в 1615 году в сто пудов весом.
В подцерковье размещались кладовые, хлебня и кухня, дымовыми каналами печей которых отапливались верхние помещения. В XVII веке с севера к колокольне примыкали кирпичные сводчатые святые ворота с одноглавой парадной церковью в честь Андрея Первозванного. Ворота служили парадным входом в монастырь со стороны Благовещенской слободы.

### Церковь Сергия Радонежского
Построена к 1690 году возле юго-западного угла Благовещенского собора на средства ушедшего на покой в обитель патриаршего ризничего Иосифа Булгакова. Храм поднимается восьмериком, единственная главка была покрыта муравленой черепицей и венчалась позолоченным кованым крестом. Оконные наличники имели форму, характерную для русского барокко конца XVII века. В церкви располагался одноапсидный алтарь, западная паперть была деревянной. В 1820-х годах архитектор И. Е. Ефимов заменил последнюю на каменную, во всю ширину галереи собора.
Изначально носила название Алексеевская, однако после строительства в середине XIX века в монастыре нового храма в честь Алексия Митрополита (см. выше) церковь переосвятили в память посетившего Нижний Новгород в XIV веке Сергия Радонежского.

### Больничный корпус
Относится к XVII веку. Изначально ограничивал с примыкавшими к нему каменными строениями и надвратной церковью Иоанна Богослова северо-восточную часть монастырской территории. Первоначально состоял из двух разделённых сводчатыми сенями двухэтажных плат (сохранилась одна из них). Первый этаж представлял собой одностолпную палату — пример модульного метода построения древнерусскими зодчими некогда распространённого типа палат. Верхний этаж имеет сомкнутый свод с распалубками над проёмами.

### Келейный корпус
Относится к XVIII веку. Отбивает юго-восточную линию монастырской территории. Возведён архитектором Я. А. Ананьиным во времена Генерального межевания Нижнего Новгорода и ремонта монастырских строений в 1780—1786 годах. Часть помещений корпуса использовалась под кельи, другие как гостиница для приезжих паломников.

### Архимандричий корпус
Точная дата постройки не известна, относится к XVII веку. Здание ограничивает монастырскую территорию с северо-запада. Изначально на этом месте, над обрывом к Оке, стояли больничные одноэтажные палаты, но после возведения новой двухэтажной больницы, здание надстроили вторым этажом с высокой шатровой кровлей с четырьмя слуховыми окнами и круговым обходом с перилами. Здесь разместились покои архимандрита. К 1825 году корпус оказался в аварийном состоянии и был перестроен в 1826—1828 и 1876—1882 годах.

### Алексеевская часовня
Стояла над бившими из-под горы ключами на подходах к монастырю. Родник около часовни сохранился. По преданию, митрополит Алексий срубил часовню в 1357 году. В 1725—1727 годах вместо деревянной была поставлена каменная восьмигранная, увенчанная шатром. При перепланировке Нижнего Новгорода в 1834—1839 годах часовню было решено перенести ближе к Оке, а родник заключить в коллектор. Проект, повторявший древние формы, разработал городовой архитектор Г. И. Кизеветтер.
В 1928 году часовня была снесена; на её месте в 2007 году установлен поклонный крест. Чуть позже (в том же году) неподалёку от креста была построена зимняя деревянная часовня по типу «восьмерик на четверике», а рядом со Святым источником — летняя восьмигранная часовня.
- Алексеевская часовня, выстроенная по проекту Г. И. Кизеветтера. Рис.1850 года.
- Современная летняя Алексеевская часовня у Святого источника[18], 2014
- Зимняя часовня-купальня и поклонный крест[19], 2014
- Поклонный крест на фоне монастыря
- Святые врата Благовещенского монастыря, расположенные недалеко от часовен

## Благовещенская слобода
Благовещенская слобода — первое земельное владение монастыря, предположительно возникшее одновременно с основанием обители. Расположенная в полугоре над устьем Оки, она на протяжении веков была приписана сначала к митрополичьему, позже, с 1589 года, к патриаршему домам, что создавало уникальную систему управления: делами слободы ведали из Москвы, она существовала как автономное поселение внутри Нижнего Новгорода. В 1592 году в слободе было 12 бобыльских дворов, в 1622 году — 35, в 1646 году — 371. Постепенно среди слобожан появились крупные промышленники и торговцы, состояния которых приравнивались к капиталам купцов гостиной сотни и облагались налогами наравне с ними.
Согласно Соборному уложению 1649 года предписывалось передать все городские владения монастыря в посад. Однако, патриарх сохранил Благовещенскую слободу в своём владении, но стал выплачивать за неё оброк в казну в размере 14 руб. 32 алтын — менее годового оброка одного промышленника-слобожанина. В 1665 году в слободе располагалось 353 двора, в них проживали 642 мужчины. Среди слобожан были известные и состоятельные промышленники Калмыковы, торговец-промышленник Афанасий Первов.
Правительственным указом от 24 ноября 1699 года Благовещенская слобода была отписана в казну и впоследствии неоднократно жаловалась в частное владение. В 1770-х годах принадлежала генерал-поручику Н. И. Рославлеву, но с учреждением Нижегородского наместничества в 1779 году была приписана к городу, сохранив название, а 547 жителей были записаны в купеческое и мещанское сословие Нижнего Новгорода.

## Святыни
До революции 1917 года в монастыре находился чтимый список Корсунской иконы Божией Матери. Надпись на ризе, сделанная на двух языках — славянском и греческом, гласила: «Образ сей писан в лето 6501 (903) Симеоном иеромонахом». При разорении монастыря список исчез, хотя ранее остался невредимым в трёх пожарах. В иконостасе Благовещенского собора монастыря находится современный список иконы.